# Liste der Naturdenkmäler in Hövelhof
Die Liste der Naturdenkmäler in Hövelhof führt die Naturdenkmäler der Gemeinde Hövelhof auf.
| Nr.       | Bezeichnung                    | Lage                               | Beschreibung, Bemerkungen | Bild |
| --------- | ------------------------------ | ---------------------------------- | --- | ---- |
| 01 2.3.11 | 2 Eichen am Stickstroot        | Riege                              | |      |
| 01 2.3.6  | 7 Findlinge                    | Ramselhöfe                         | |      |
| 01 2.3.7  | 3 Findlinge                    | Ramselhöfe                         | |      |
| 01 2.3.5  | 180 Findlinge                  | Ramselhöfe                         | |      |
| 01 2.3.14 | Eiche am Haltepunkt Klausheide | Klausheide Salvatorstraße          | |      |
| D 3/5     | 1 Findling                     | Espeln                             | |      |
| D 3/6     | 1 Findling                     | Espeln                             | |      |
| 01 2.3.13 | Eiche am Braukenhof            | Espeln                             | |      |
| 01 2.3.13 | Haustenbach                    |                                    | |      |
| HO 05 I   | Findling (Ehrenmal)            | Hövelhof Schloßstraße (Lage)       | |      |
| HO 06 I   | Eiche an der Straße Finkenbach | Hövelhof Finkenbach                | |      |
| HO 04 I   | Findling an der Sennestraße    | Hövelhof Sennestraße (Lage)        | |      |
| HO 02 I   | Findling „Franzosenstein“      | Hövelhof Hermann-Löns-Platz (Lage) | Der Findling wurde 1916 beim Bau der Sennestraße von französischen Kriegsgefangenen ausgegraben und als Denkmal für die Gefallenen am Krollbachufer aufgestellt. Dort stand er bis 1967. Wegen der Erweiterung des Truppenübungsplatzes wurde er 1967 an seinem jetzigen Standort (Hermann-Löns-Platz) versetzt. |      |
| 01 2.3.10 | Eiche „Friedenseiche“          | Hövelhof (Lage)                    | Der Förster Joseph Hölscher pflanzte den Baum nach seiner glücklichen Heimkehr aus dem Deutsch-Französischen Krieg 1870/71. 100 Jahre später wurden hier die Partnerschaftsurkunden mit der französischen Partnerstadt Verrieres unterzeichnet.                                                                  |      |
| HO 03 I   | Eiche an der Jägerstraße       | Hövelhof Jägerstraße               | |      |
| HO 01 I   | Eiche an der Gehastraße        | Hövelhof Gehastraße                | |      |